# Imia
Imia (gr. Ίμια; tur. Kardak) – grupa dwóch bezludnych wysp na Morzu Egejskim, w myśl traktatów i kolejnych umów międzynarodowych, w granicach Grecji. Od końca XX w. stanowią przedmiot roszczeń Turcji, określającej je jako swoje wody terytorialne.
Grecja zalicza je do administracji zdecentralizowanej Wyspy Egejskie, regionu Wyspy Egejskie Południowe, jednostki regionalnej Kalimnos, gminy Kalimnos.

## Geografia
Grupa wysp Imia położona jest w południowo-wschodniej części Morza Egejskiego, w odległości 3,52 km od greckiej wyspy Kalolimnos, 9,82 km od greckiej wyspy Kalimnos, 6,76 km od tureckiego brzegu, 4,26 km od tureckiej wyspy Çavuş i 1,85 km na zachód od linii dzielącej terytoria Grecji i Turcji. Większa z wysp ma powierzchnię równą w przybliżeniu 2,5 hektara, a mniejsza z nich i położona bardziej na wschód obejmuje teren równy 1,5 hektara.
Wyspy są niezamieszkane, ale przez wiele lat greccy pasterze z Kalimnos wypasali tu kozy.
W okresie osmańskim w języku tureckim utrwaliła się nazwa Kardak, a w późniejszych czasach występowała także nazwa Ikinse. W języku greckim wyspy nazywano Limnia, jednak współczesna nazwa to Imia.

## Historia
Podobnie jak reszta archipelagu Dodekanezu, wyspa została przekazana Włochom na mocy traktatu lozańskiego z 1923 roku. W artykule tym odebrano Turcji wszystkie wyspy z wyjątkiem leżących w pasie 3 mil (5,56 km) od brzegu oraz wysp Imroz, Bozca i Wysp Króliczych.
4 stycznia 1932 roku zawarte zostało porozumienie turecko-włoskie, które wytyczyło szczegółowo granicę między wyspą Kastelorizo i tureckim wybrzeżem. Podpisane wówczas protokoły potwierdziły, że obie strony nie mają wobec siebie żadnych roszczeń i uznają wspólną granicę w identycznym przebiegu. Porozumienie zostało uściślone 28 grudnia tego samego roku w Ankarze, gdy reszta morskiej granicy została precyzyjnie oznaczona. Ustalono wówczas na nowo 37 punktów referencyjnych, które określały granicę. W punkcie 30 porozumienia zapisano, że granica na północ od Kalymnos przebiegać będzie w połowie odległości między włoskimi wówczas wysepkami Imia i turecką wyspą Çavuş.
W pokoju paryskim Włochy zrzekły się Dodekanezu i wszystkich pozostałych wysp na Morzu Egejskim na rzecz Grecji.
W latach 90. XX w. doszło do incydentu na Imii, gdy turecki statek towarowy Figen Akat osiadł na wyspie. Wywołało to debatę o to, które państwo powinno zająć się statkiem, a debata przerodziła się w spór o prawo własności wysp. 29 grudnia 1995 roku Turcja ogłosiła, że wyspy są jej terytorium, a 9 stycznia grecki MSZ wydał oświadczenie, w którym podkreślił bezsporną przynależność wysp do Grecji. 26 stycznia 1996 roku natomiast burmistrz Kalimnos wraz z tamtejszym prawosławnym duchownym umieścili na jednej z wysp grecką flagę, w odpowiedzi na co grupa tureckich dziennikarzy dotarła na wyspy helikopterem i podczas transmisji na żywo umieściła na nich turecką flagę i usunęła grecką. Następnego dnia rządy obu kraju wydały ostre stanowiska w sprawie sporu, a już 30 stycznia greccy żołnierze ponownie zatknęli na wyspach grecką flagę.
31 stycznia załoga greckiego śmigłowca zameldowała, że na wyspach wylądowali tureccy żołnierze. Helikopter z trzema oficerami rozbił się o jedną z wysp, w niejasnych okolicznościach, a cała załoga zginęła. Wśród części Greków panuje przekonanie, że helikopter został zestrzelony przez Turków, a lotnicy Christodoulos Karathanasis, Panagiotis Vlahakos i Ektoras Gialopsos są uważani w wielu środowiskach za bohaterów narodowych. Rocznicowe obchody organizuje m.in. neofaszystowski Złoty Świt.
Po raz kolejny do incydentu doszło 30 stycznia 2015 roku, gdy minister obrony Panos Kamenos postanowił złożyć wieniec na wyspach, co miało uhonorować ofiary wydarzeń z 1996 roku. Tureckie jednostki uniemożliwiły zbliżenie się do brzegów wysp, Turcy wysłali w rejon wyspy dwa myśliwce, na co Grecja zareagowała również wysyłając dwa samoloty.
Kolejny z poważnych incydentów miał miejsce 12 lutego 2018 roku, gdy około północy nastąpiło rozmyślne, w szczególności łamiące prawo drogi, taranowanie najszybszego z greckich patrolowców, okrętu „Gavdos”, przez większą odeń jednostkę turecką. Zdaniem strony greckiej była to nieudana próba zatopienia okrętu, spóźniona o sekundy, co wydaje się potwierdzać przekazany także do Kwatery Głównej NATO zapis z kamer „Gavdos”.
W lutym 2018 roku na wybrzeżu Azji Mniejszej, na wprost wysp Imia, rozpoczęto budowę instalacji, przypominających bazę marynarki wojennej, a w kilka dni później turecki prezydent wezwał rezerwistów do „pozostawania w gotowości, z uwagi na nadchodzące gorące lato, gdyż Turcja ma złych sąsiadów”.